# Don Cornelius
Donald Cortez Cornelius (27 de septiembre de 1936 - 1 de febrero de 2012), más conocido como Don Cornelius, fue un anfitrión de televisión y productor que fue conocido como el creador del show Soul Train, que dirigió desde 1971 hasta 1993. Cornelius vendió el show a MadVision Entertainment en 2008.

## Arresto
El 17 de octubre de 2008, Cornelius fue arrestado en su hogar en Los Ángeles en Mulholland Drive en un cargo de violencia doméstica. Fue liberado bajo fianza. Cornelius apareció en la corte el 14 de noviembre de 2008, y fue culpable con abuso conyugal y disuadir a un testigo de informar a la policía. Cornelius apareció en la corte nuevamente el 4 de diciembre de 2008, y se declaró culpable de abuso conyugal y se le prohibió de acercarse a su esposa, la modelo rusa Victoria Avila-Cornelius (Viktoria Chapman), quién había presentado dos órdenes de restricción contra él. El 19 de marzo de 2008, fue declarado con 36 meses de libertad condicional.

## Muerte
En las horas de la mañana del 1 de febrero de 2012, agentes de policía se presenciaron, ante un informe de un tiroteo, en el 12685 de Mulholland Drive, donde encontraron a Cornelius herido de bala aparentemente autoinfligida en la cabeza. Fue llevado al Cedars-Sinai Medical Center, donde fue declarado muerto por el médico forense del condado. De acuerdo al antiguo anfitrión de Soul Train, Shemar Moore, Cornelius podría haber estado sufriendo de un inicio temprano de demencia o la enfermedad de Alzheimer.